# Halitiara thierryi
Halitiara thierryi är en nässeldjursart som beskrevs av Lisa-ann Gershwin och Wolfgang Zeidler 2003. Halitiara thierryi ingår i släktet Halitiara och familjen Protiaridae. Inga underarter finns listade i Catalogue of Life.